# Bochil
Bochil là một đô thị thuộc bang Chiapas, México. Năm 2005, dân số của đô thị này là 26446 người.